# Ка Марчело (Венеција)
Ка Марчело (итал. Ca' Marcello) је насеље у Италији у округу Венеција, региону Венето.
Према процени из 2011. у насељу је живело 34 становника. Насеље се налази на надморској висини од 11 м.